# Sources des Saladis

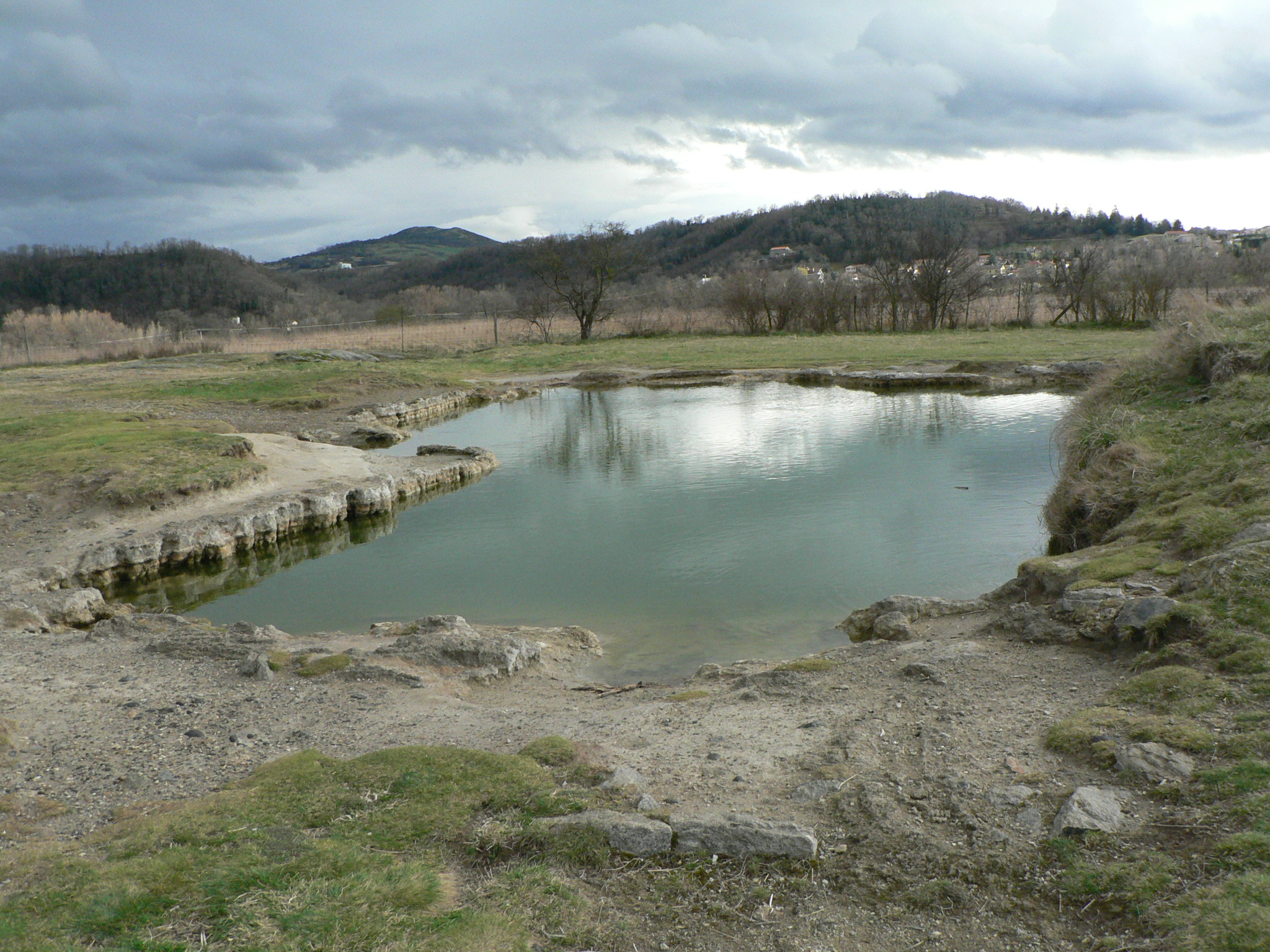
Le Grand Saladis

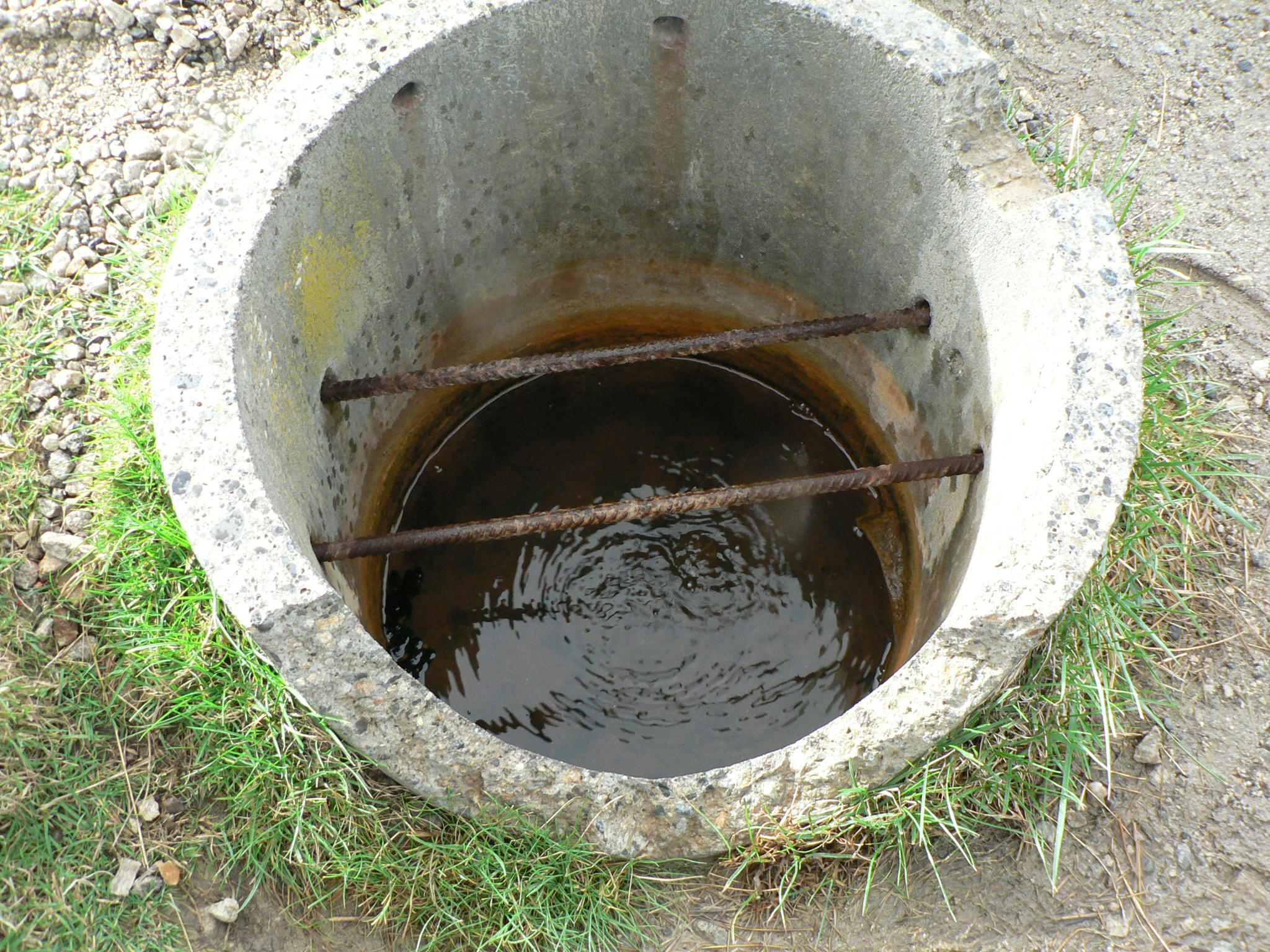
Le Petit Saladis

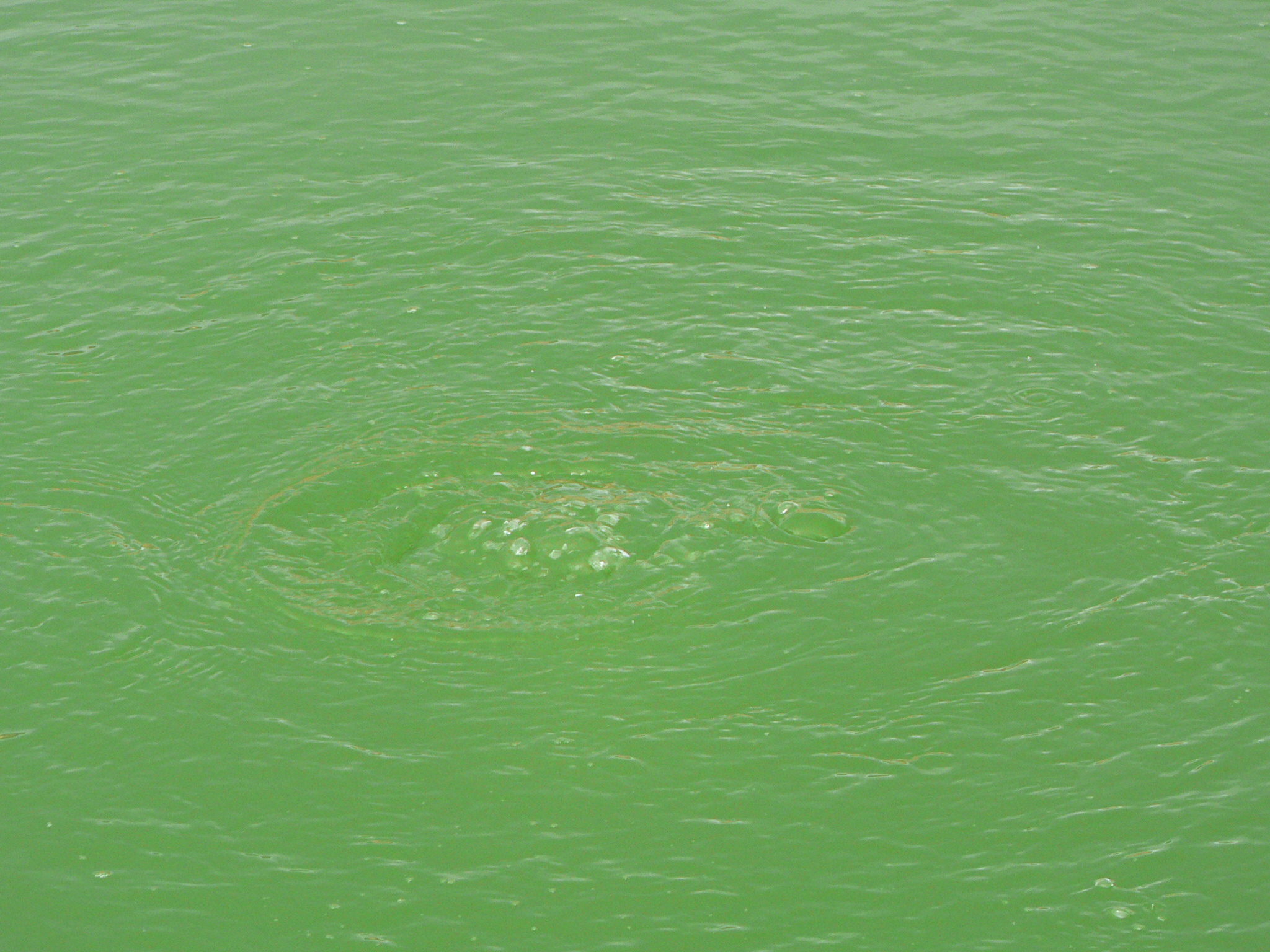
Bulles de gaz au Grand Saladis

Les sources des Saladis sont des sources minérales gazeuses situées sur la commune des Martres-de-Veyre dans le Puy-de-Dôme en France.

## Présentation
Le petit Saladis et le grand Saladis sont des sources minérales gazeuses qui se présentent sous la forme d'une mare de quelques mètres pour le grand Saladis et d'une résurgence canalisée pour le petit Saladis.
Ces sources sont gazeuses (CO2), radioactives, fortement minéralisées et salées.
Elles se trouvent sur les rives de l'Allier, dans un large méandre formé par la rivière.

## Histoire
Ces sources étaient déjà connues par les Romains et la légende raconte qu'ils venaient y soigner les blessures de leurs chevaux durant le siège de Gergovie.
Ces sources se trouvent au pied de l'oppidum de Corent que les historiens pensent pouvoir être la capitale des Arvernes.
Au début du XXe siècle un projet de construction d'un établissement thermal a été étudié (avec l'idée de construire un téléphérique vers le sommet du Puy Saint-Romain proche).
Ce projet a finalement été abandonné.

## Vertus thérapeutiques
Les sources des Saladis sont réputées pour leurs valeurs thérapeutiques depuis l'ère gallo-romaine, en particulier dans le soin des dermatoses (gale, gourme, pelade et eczémas).

L'eau du petit Saladis se boit alors que celle du grand Saladis est plutôt réservée pour la baignade ou le badigeonnage de la peau.

## Flore
La salinité de l'eau des Saladis en fait un lieu privilégié pour le développement d'une flore rare dans les terres composée de plantes halophiles comme le Glaux maritime, le Plantain maritime ou la Spergulaire marginée.

Cette flore est protégée et le site est classé Natura 2000. Les plantes salées et les sols sont fragiles : évitez de piétiner les abords de la source. Ce site, comme de nombreuses sources salées en Auvergne, est géré par le Conservatoire d'Espaces Naturels d'Auvergne, membre de la Fédération des conservatoires d'espaces naturels.

## Autres sources
De nombreuses autres sources se trouvent à proximité des Saladis. On en a compté jusqu'à plus de 30 sur les rives ou dans le lit de l'Allier sur une distance d'environ 2 kilomètres, là où la rivière forme deux larges boucles, sur les communes des Martres de Veyre et de Corent.
Parmi ces sources on peut citer :
- La Font de Bleix.
- La source du Cornet.
- La source Sainte Marguerite.
- La source des Rocs Bleus.
- La source du Sail.
- La source du Tambour.

La plupart de ces sources ont des vertus thérapeutiques et certaines sont régulièrement consommées ou utilisées par les habitants des environs.